# Tipula (Vestiplex) tillyardana
Tipula (Vestiplex) tillyardana is een tweevleugelige uit de familie langpootmuggen (Tipulidae). De soort komt voor in het Oriëntaals gebied.